# Putresceina
La putresceina (detta anche putrescina o putrescene) è un composto chimico organico di formula NH2(CH2)4NH2 (1,4-diamminobutano o butano-1,4-diammino) che scaturisce da diversi alimenti in putrefazione e ne reca il caratteristico odore fetido.
È in diretta relazione con la cadaverina; entrambi sono prodotti dalla rottura degli amminoacidi negli organismi, un processo comune anche agli organismi vivi.
Infatti la putresceina è sintetizzata da cellule vive e sane per azione dell'ornitina decarbossilasi. Le poliammine, delle quali la putrescina è una delle più semplici, sono uno dei fattori di crescita essenziali per la divisione cellulare.
La famiglia dei composti dall'odore nauseabondo include il metantiolo e l'acido butirrico.
Secondo uno studio pubblicato dal National Center for Biotechnology Information negli Stati Uniti, i più alti livelli di putrescina sono stati rilevati in alimenti di origine vegetale.